# John Renton (Seemann)
John (Jack) Renton (* ca. 1850 vermutlich auf Orkney; † 1878 auf Aoba) war ein schottischer Seemann, der acht Jahre lang unter Einheimischen auf den Salomonen gelebt haben soll.

## Leben
John Renton, bekannt als der „Weiße Kopfjäger“ („White Headhunter“), wurde wahrscheinlich im Jahr 1850 auf der schottischen Insel Orkney geboren. Im Alter von ca. 17 Jahren gehörte er zur Mannschaft des Schiffes Renard aus Boston. Auf den Salomonen flüchtete er mit vier weiteren Personen, überlebte aber als einziger. Er lebte dann möglicherweise acht Jahre vermutlich als Sklave bei einem Stamm auf einer Insel namens Malata. Dort lernte er deren Bräuche und Sprache. Captain Murray vom Schoner Bob-tail Nag verhandelte mit dem Häuptling dieses Stammes, wobei er Renton bemerkte. Renton verwendete einige wenige englische Gesten und Wörter, konnte sich aber nicht auf Englisch unterhalten. Am Abend machte sich Murray bewaffnet mit zwei Booten auf, mit dem Plan, Renton zu befreien. Schließlich kaufte er Renton für zehn bis zwölf Tomahawks, ein paar Yards Kaliko, einige Pfeifen, Tabak und weitere Gegenstände frei. Nachdem Renton in der Freiheit seiner englischen Muttersprache wieder mächtig war, beschloss er, als Übersetzer für Captain Murray zu arbeiten.